# Álvaro de Figueroa y Alonso-Martínez
Álvaro Figueroa y Alonso-Martínez, marqués de Villabrágima (Madrid, 21 de diciembre de 1893-3 de noviembre de 1959), fue un político español, alcalde de Madrid entre 1921 y 1922, y diputado por Castuera durante cinco legislaturas de las Cortes de la Restauración.

## Biografía
Hijo de Álvaro de Figueroa y Torres Sotomayor, i conde de Romanones y de Casilda Alonso-Martínez y Martín. Hermano de los también diputados Carlos, Eduardo y Luis.
En 1914 contrajo matrimonio con Ana Fernández de Liencres y de la Viesca.
En las elecciones generales de 1916, fue proclamado diputado por el distrito de Castuera por la Junta Provincial de Badajoz, como único candidato en la elección parcial convocada para el 31 de diciembre de 1916. Repitió escaño en las elecciones de 1918 ininterrumpidamente hasta 1923. 
En 1920 compitió como miembro del equipo español de polo en los Juegos Olímpicos de Amberes, junto con Leopoldo Saínz de la Maza, su hermano José (que fue reserva durante todo el campeonato), Hernando Fitz-James y Jacobo Fitz-James. El equipo, que jugó con las selecciones de Estados Unidos, Francia e Inglaterra, perdió la final contra Inglaterra, obteniendo la medalla de plata.
Alcalde de Madrid durante el reinado de Alfonso XIII entre el 30 de diciembre de 1921 y el 22 de marzo de 1922. Dimitió del cargo después de los violentos incidentes ocurridos tras el intento del Ayuntamiento de Madrid de cobrarle al Metro los impuestos correspondientes a las obras de la línea que unía la Puerta del Sol con Atocha. Durante estos incidentes, la Policía Municipal de Madrid llegó a enfrentarse a sablazos con miembros de la Guardia Civil para proteger al alcalde, que llegó a ser encañonado por agentes de la benemérita.
Durante la Segunda República, fue elegido diputado por Guadalajara en las elecciones de 1936, al obtener 44 756, tercer candidato con más votos por detrás de José Arizcun y de su padre, el conde de Romanones.